# 陈宜诚
陈宜诚（1873年—1960年），原名为銮，湖南郴县人，中医学家，教育家。中央文史研究馆馆员。

## 生平
1898年经岁科考试列一等，补糜膳生，旋由郴县教谕举优贡。14岁开始学习中医学，21岁起在所居各地义务诊治。1903年由郴县迁居长沙。1909年与同乡创办岳云中学，1916年资助大部分办学经费。1918年携眷迁居北京，从事中医学研究与教育。1930年与施今墨等人创办華北國醫學院。1932年春任董事长。
1952年8月受聘为中央文史研究馆馆员。1960年11月16日病逝。